# 사용자 (컴퓨팅)

컴퓨터 프로그램이나 웹사이트 내에서 사용자는 종종 추상적인 사람 아이콘으로 표현된다.

사용자(使用者) 또는 유저(user)는 컴퓨터나 네트워크 서비스를 사용하는 사람이다. 사용자는 사용자 계정을 가지며 사용자 이름으로 시스템에서 식별된다. 일부 소프트웨어 제품은 다른 시스템에 서비스를 제공하며 직접적인 최종 사용자가 없다.

## 최종 사용자
최종 사용자는 소프트웨어 제품의 궁극적인 사람 사용자이다 (또한 '운영자'라고도 불린다). 최종 사용자는 시삽, 데이터베이스 관리자 및 컴퓨터 기술자와 같이 제품을 지원하거나 유지 보수하는 사용자와는 대조적이다. 이 용어는 소프트웨어만을 사용하는 사람들을 시스템 개발자로부터 추상화하고 구별하는 데 사용되며, 이들은 최종 사용자를 위해 소프트웨어를 향상시킨다. 사용자 중심 설계에서는 소프트웨어 운영자를 개발 비용을 지불하는 클라이언트 및 소프트웨어를 직접 사용하지는 않지만 요구사항을 설정하는 데 도움을 주는 다른 이해관계자와 구별하기도 한다. 이 추상화는 주로 사용자 인터페이스를 설계하는 데 유용하며, 대부분의 예상 사용자가 공통적으로 가질 특성의 관련 하위 집합을 참조한다.
사용자 중심 설계에서, 페르소나는 사용자 유형을 대표하기 위해 만들어진다. 각 페르소나에 대해 어떤 유형의 사용자 인터페이스가 편안한지 (이전 경험 또는 인터페이스의 본질적인 단순성으로 인해), 그리고 특정 분야 또는 규율에서 어떤 기술 전문 지식과 지식 수준을 가지고 있는지 명시하는 경우가 있다. 최종 사용자 범주에 거의 제약이 가해지지 않는 경우, 특히 일반 대중이 사용할 프로그램을 설계할 때는 최종 사용자에게 최소한의 기술 전문 지식이나 이전 교육을 기대하는 것이 일반적인 관행이다.
최종 사용자 개발 분야는 사용자와 개발자 간의 일반적인 구별을 모호하게 만든다. 이는 전문 개발자가 아닌 사람들이 프로그래밍 언어에 대한 상당한 지식 없이도 자동화된 동작과 복잡한 데이터 객체를 생성하는 활동이나 기술을 의미한다.
액터가 다른 시스템 또는 소프트웨어 에이전트인 시스템은 직접적인 최종 사용자가 없다.

## 사용자 계정
사용자의 계정은 사용자가 시스템에 인증하고, 잠재적으로 해당 시스템이 제공하거나 연결된 리소스에 접근할 수 있도록 허가를 받을 수 있게 한다. 그러나 인증이 허가를 의미하는 것은 아니다. 계정에 로그인하려면 일반적으로 사용자는 회계, 보안, 로깅 및 자원 관리를 위해 비밀번호 또는 기타 자격 증명으로 자신을 인증해야 한다.
사용자가 로그인하면 운영체제는 신원 상관관계로 알려진 프로세스를 통해 사용자 이름 대신 정수와 같은 식별자를 사용하여 사용자를 참조하는 경우가 많다. 유닉스 시스템에서는 사용자 이름이 사용자 식별자 또는 사용자 ID와 상관된다.
컴퓨터 시스템은 어떤 종류의 사용자를 가지는지에 따라 두 가지 유형 중 하나로 작동한다.
- 단일 사용자 시스템은 여러 사용자 계정의 개념이 없다.
- 다중 사용자 시스템은 이러한 개념을 가지며, 사용자가 시스템을 사용하기 전에 자신을 식별해야 한다.

다중 사용자 시스템의 각 사용자 계정은 일반적으로 홈 디렉토리를 가지며, 해당 사용자의 활동과 관련된 파일을 독점적으로 저장하고 다른 사용자로부터 접근이 보호된다 (그러나 시스템 관리자는 접근할 수 있다). 사용자 계정은 종종 계정 소유자가 제공한 기본 정보를 포함하는 공개 사용자 프로필을 포함한다. 홈 디렉토리 (및 시스템의 모든 다른 디렉토리)에 저장된 파일은 파일 시스템 권한을 가지며, 운영체제는 이를 검사하여 어떤 사용자에게 파일 읽기 또는 실행 권한이 부여되는지, 또는 해당 디렉토리에 새 파일을 저장할 권한이 부여되는지 결정한다.
시스템은 대부분의 사용자 계정이 단 한 사람에 의해 사용될 것으로 예상하지만, 많은 시스템은 익명 FTP의 "anonymous" 사용자 이름이나 게스트 계정의 "guest" 사용자 이름과 같이 누구든지 시스템을 사용할 수 있도록 의도된 특별 계정을 가지고 있다.

### 비밀번호 저장
유닉스 시스템에서 로컬 사용자 계정은 파일 /etc/passwd에 저장되고, 사용자 비밀번호는 해시된 형태로 /etc/shadow에 저장될 수 있다.
마이크로소프트 윈도우에서는 자격 증명 관리자 프로그램 내에서 사용자 비밀번호를 관리할 수 있다. 비밀번호는 윈도우 프로필 디렉토리에 있다.

### 사용자 이름 형식
다양한 컴퓨터 운영체제 및 응용 프로그램은 형식에 대해 다른 규칙을 기대/강제한다.
예를 들어, 마이크로소프트 윈도우 환경에서는 다음과 같은 잠재적인 사용에 주목하라.
- 사용자 주체 이름(UPN) 형식 – 예: UserName@Example.com
- 다운레벨 로그온 이름 형식 – 예: DOMAIN\UserName

## 용어
일부 유용성 전문가들은 "사용자"라는 용어에 대한 불만을 표명하고 변경을 제안했다. 도널드 노먼은 "우리가 사용하는 끔찍한 단어 중 하나는 '사용자'이다. 나는 '사용자'라는 단어를 없애기 위한 십자군에 참여하고 있다. 나는 그들을 '사람'이라고 부르는 것을 선호한다"고 말했다.
"사용자"라는 용어는 컴퓨터 시스템과 소프트웨어 제품이 어떻게 작동하는지 완전히 이해하는 데 필요한 기술 전문 지식의 부족을 의미할 수 있다. 파워 유저는 프로그램의 고급 기능을 사용하지만, 반드시 컴퓨터 프로그래밍 및 시스템 관리 능력을 갖춘 것은 아니다.

## 같이 보기
- 1%의 법칙
- 익명 게시물
- 프로슈머
- 가명
- 최종 사용자 컴퓨팅, 비프로그래머가 작동하는 응용 프로그램을 만들 수 있는 시스템.
- 최종 사용자 데이터베이스, 개별 최종 사용자가 개발한 데이터 모음.
- 최종 사용자 개발, 전문 개발자가 아닌 사람들이 프로그래밍 작업을 수행할 수 있도록 하는 기술, 즉 소프트웨어를 생성하거나 수정하는 것.
- 소프트웨어 사용권 동의 (EULA), 소프트웨어 공급자와 구매자 간의 계약으로, 소프트웨어 사용 권한을 부여한다.
- Luser
- Namechk
- 별명
- 등록 사용자
- 사용자 오류
- 사용자 에이전트
- 사용자 경험
- 사용자 공간

## 내용주
1. ↑  사용자 이름의 다른 용어로는 로그인 이름, 스크린 이름, 계정 이름, 별명 (또는 닉) 및 동일한 시민 밴드 라디오 용어에서 파생된 핸들이 있다.